# Lane moje
'Lane moje' (Servisch voor: Mijn geliefde) is het lied waarmee Servië en Montenegro in 2004 op het Eurovisiesongfestival 2004 werden vertegenwoordigd. Het werd gezongen door Željko Joksimović, met een ad-hocorkest.
Het lied is in het Servisch, en de melodie is in een traditionele stijl. De tekst werd geschreven door Leontina Vukomanović, de muziek is door Željko Joksimović zelf gecomponeerd.
De videoclip bij het lied ademt een klassieke sfeer, met een fluitspeler, vrouwen in gewaden die ganzen vasthouden, ganzenveren die ronddwarrelen, en Joksimović die daartussen het lied zingt. De violiste sluit het stuk af. 
Met het lied kwam Servië en Montenegro overtuigend door de voorrondes van het songfestival. In de finale kwam het op de tweede plaats.

## Lijst van nummers
1. Lane moje
2. Good bye
3. Lane moje (Instrumental version)
4. Lane moje (Eastern mix by Alek)
5. Lane moje (Trancefusion mix by Dream Team)